# Coenobius curtipennis
Coenobius curtipennis es un coleóptero de la familia Chrysomelidae.
Fue descrita científicamente en 1997 por Lopatin.